# Poecilanthrax lucifer
Poecilanthrax lucifer är en tvåvingeart som först beskrevs av Fabricius 1775.  Poecilanthrax lucifer ingår i släktet Poecilanthrax och familjen svävflugor. Inga underarter finns listade i Catalogue of Life.